# Cabeço Verde (Capelo)

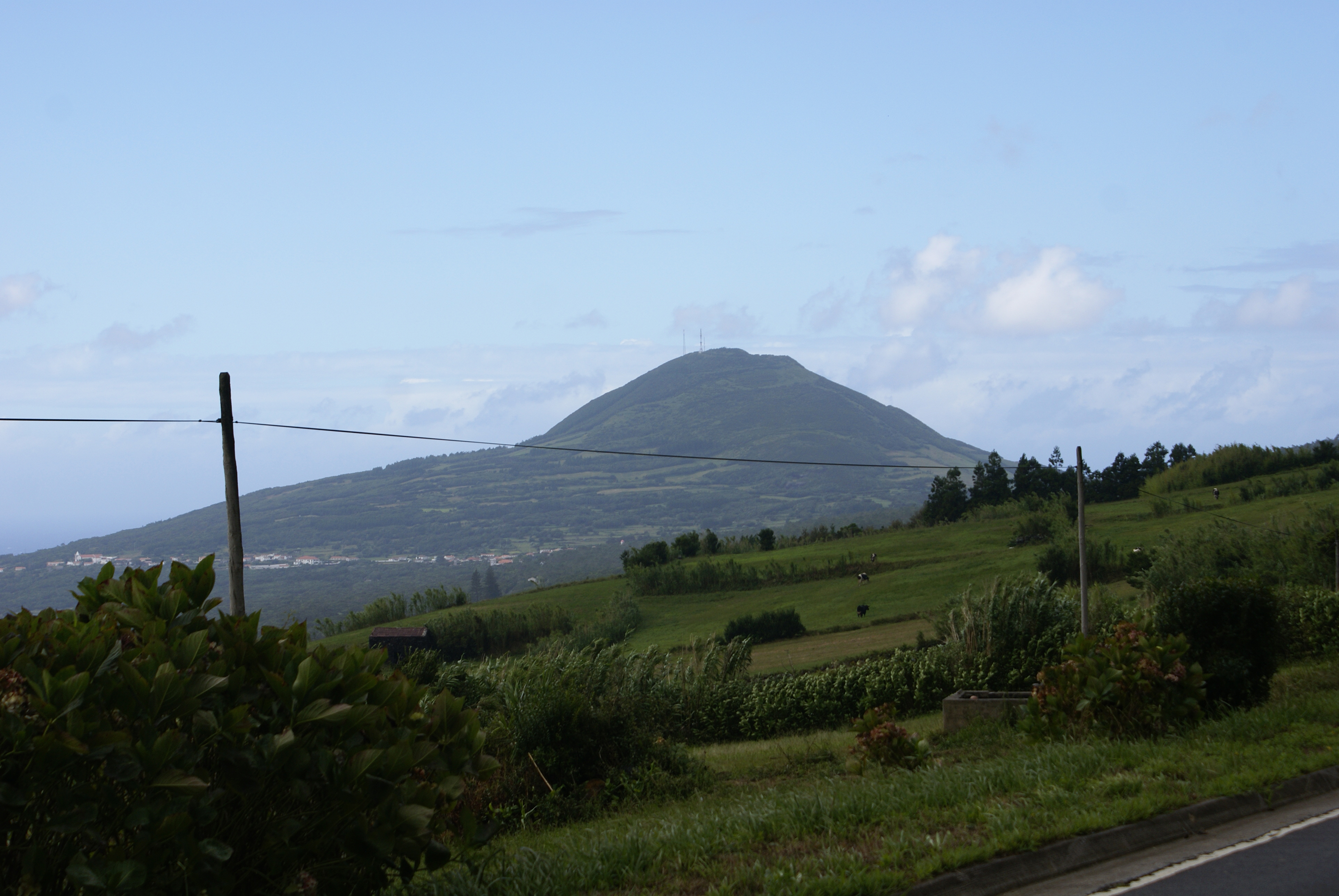
Cabeço Verde.

O Cabeço Verde é uma elevação portuguesa localizada na freguesia açoriana do Capelo, concelho da Horta, ilha do Faial, arquipélago dos Açores.
Este acidente geológico encontra-se geograficamente localizado próximo do Vulcão dos Capelinhos, entre este vulcão e o vulcão central da ilha do Faial, entre o Cabeço dos Trinta e o Vulcão do Cabeço do Fogo  numa zona muito abandante em bagacinas que têm sido exploradas para uso comercial.
Este alinhamento de escórias vulcânicas localiza-se entre a Caldeira do Faial a Este e o Vulcão dos Capelinhos a Oeste. Neste alinhamento encontram-se ainda o Cabeço Gordo, Cabeço Verde, Pingarotes, Vulcão do Cabeço do Fogo  e o Cabeço do Canto.
Esta formação encontra-se relacionado com a formação da ilha do Faial na sua diracção Oeste.
Esta formação geológica localizada a 488 metros de altitude acima do nível do mar apresenta escorrimento pluvial para a costa marítima.